# Onyeka Okongwu
Onyeka Okongwu (* 11. Dezember 2000 in East Los Angeles, Kalifornien) ist ein US-amerikanischer Basketballspieler, der seit der Saison 2020/21 bei den Atlanta Hawks in der National Basketball Association (NBA) unter Vertrag steht.

## Laufbahn
Okongwu stammt von nigerianischen Eltern ab, er besuchte die Chino Hills High School in Kalifornien. Zweimal wurde er in dem US-Bundesstaat mit der Auszeichnung „Mr. Basketball“ versehen. Im Mai 2018 gab er seinen Entschluss bekannt, ab der Saison 2019/20 an der University of Southern California spielen zu wollen. Im Spieljahr 2019/20 war er in der USC-Hochschulmannschaft in den statistischen Werten Punkte pro Spiel (16,2), Rebounds pro Spiel (8,6) sowie Blocks pro Spiel (2,7) führend.
Ende März 2020 gab er bekannt, ins Profilager zu wechseln und sich für das Draftverfahren der NBA im selben Jahr einzuschreiben. Okongwu wurde in mehreren Vorschauranglisten als ein Kandidat auf einen der vorderen Plätze geführt, teils auch unter den ersten Fünf. Er wurde letztlich an sechster Stelle von den Atlanta Hawks aufgerufen.

## Karriere-Statistiken

### NBA

#### Hauptrunde
| Saison  | Team    | GP  | GS | MPG  | FG % | 3P % | FT % | RPG | APG | SPG | BPG | PPG  |
| ------- | ------- | --- | -- | ---- | ---- | ---- | ---- | --- | --- | --- | --- | ---- |
| 2020–21 | Atlanta | 50  | 4  | 12.0 | .644 | .000 | .632 | 3.3 | 0.4 | 0.5 | 0.7 | 4.6  |
| 2021–22 | Atlanta | 48  | 6  | 20.7 | .690 | –    | .727 | 5.9 | 1.1 | 0.6 | 1.3 | 8.2  |
| 2022–23 | Atlanta | 80  | 18 | 23.1 | .638 | .308 | .781 | 7.2 | 1.0 | 0.7 | 1.3 | 9.9  |
| 2023–24 | Atlanta | 55  | 8  | 25.5 | .611 | .333 | .793 | 6.8 | 1.3 | 0.5 | 1.1 | 10.2 |
| Gesamt  | Gesamt  | 233 | 36 | 20.8 | .640 | .318 | .754 | 6.0 | 1.0 | 0.6 | 1.1 | 8.5  |

#### Play-offs
| Saison  | Team    | GP | GS | MPG  | FG % | 3P %  | FT % | RPG | APG | SPG | BPG | PPG |
| ------- | ------- | -- | -- | ---- | ---- | ----- | ---- | --- | --- | --- | --- | --- |
| 2020–21 | Atlanta | 18 | 0  | 9.2  | .548 | .000  | .667 | 2.7 | 0.1 | 0.3 | 0.7 | 2.7 |
| 2021–22 | Atlanta | 5  | 1  | 21.6 | .563 | –     | .800 | 5.4 | 0.4 | 0.8 | 0.8 | 5.2 |
| 2022–23 | Atlanta | 6  | 0  | 21.8 | .600 | 1.000 | .500 | 6.3 | 1.2 | 0.3 | 1.3 | 6.0 |
| Gesamt  | Gesamt  | 29 | 1  | 14.0 | .569 | .500  | .659 | 3.9 | 0.4 | 0.4 | 0.9 | 3.8 |